# جشنواره بین‌المللی موسیقی قبله

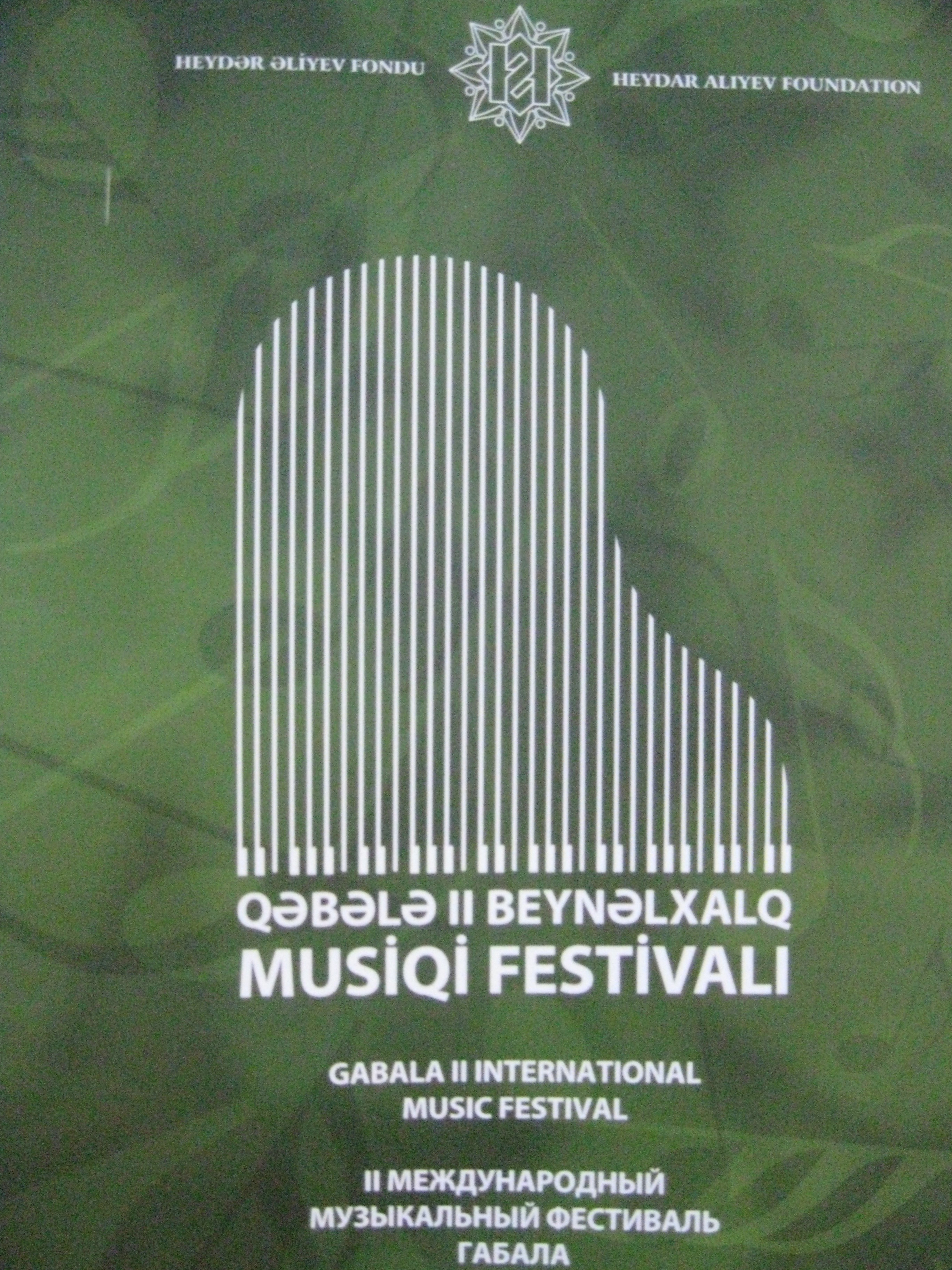

جشنواره بین‌المللی موسیقی قبله (به ترکی آذربایجانی: Qəbələ Beynəlxalq Musiqi Festivalı) فستیوال موسیقی می‌باشد، که با میزبانی شهر قبله جمهوری آذربایجان از سال ۲۰۰۹ به‌طور سالانه، در ماه‌های تابستانی برگزار می‌گردد.

## دربارهٔ جشنواره
این جشنواره با اهتمام بنیاد حیدر علی‌اف و به ابتکار مشترک «فرهاد بدلبیگلی»، رئیس آکادمی موسیقی باکو و رهبر ارکستر «دیمیتری یابلوسکی» (Dmitri Yablonski) برپا می‌شود. موسیقیدانان در مکانی روباز اجرای موسیقی می‌نمایند. در این جشنواره علاوه بر موسیقیدانان کشورهای عضو شوروی سابق، موسیقی‌دانان اروپا، ایالات متحده آمریکا و اسرائیل نیز مشارکت دارند. در سال ۲۰۰۹ در کنار برگزاری جشنواره موسیقی قبله، فستیوال پیانوزنان جوان نیز تشکیل و برگزار شده بود. در حاشیه جشنواره مقارن با اجرای کنسرت‌های موسیقی، شب‌های جاز و مقام نیز برپا شده بود.

## تاریخچه جشنواره
در سال ۲۰۰۹، این فستیوال همزمان با مسابقه پیانوزنان جوان برگزار شد. جشن‌های جاز و موسیقی مقامی آذربایجان همراه با کنسرت موسیقی کلاسیک برگزار شد. در سال ۲۰۱۰، جشنواره با مشارکت ارینا بوکووا، مدیر کل آیسسکو برگزار گردید. همان گونه که در سال ۲۰۰۹ بود، جشنواره با اجرای پیش‌نوای اپرای کوراوغلوی عزیر حاجی‌بیگف آغاز شد. «ارکستر فیلارمونیک پادشاهی» بریتانیا عهده‌دار اجرای موسیقی در مراسم افتتاحیه فستیوال بود. موسیقیدانان آذربایجانی و خارجی شهیر زیادی در آن جشنواره شرکت می‌نمودند.

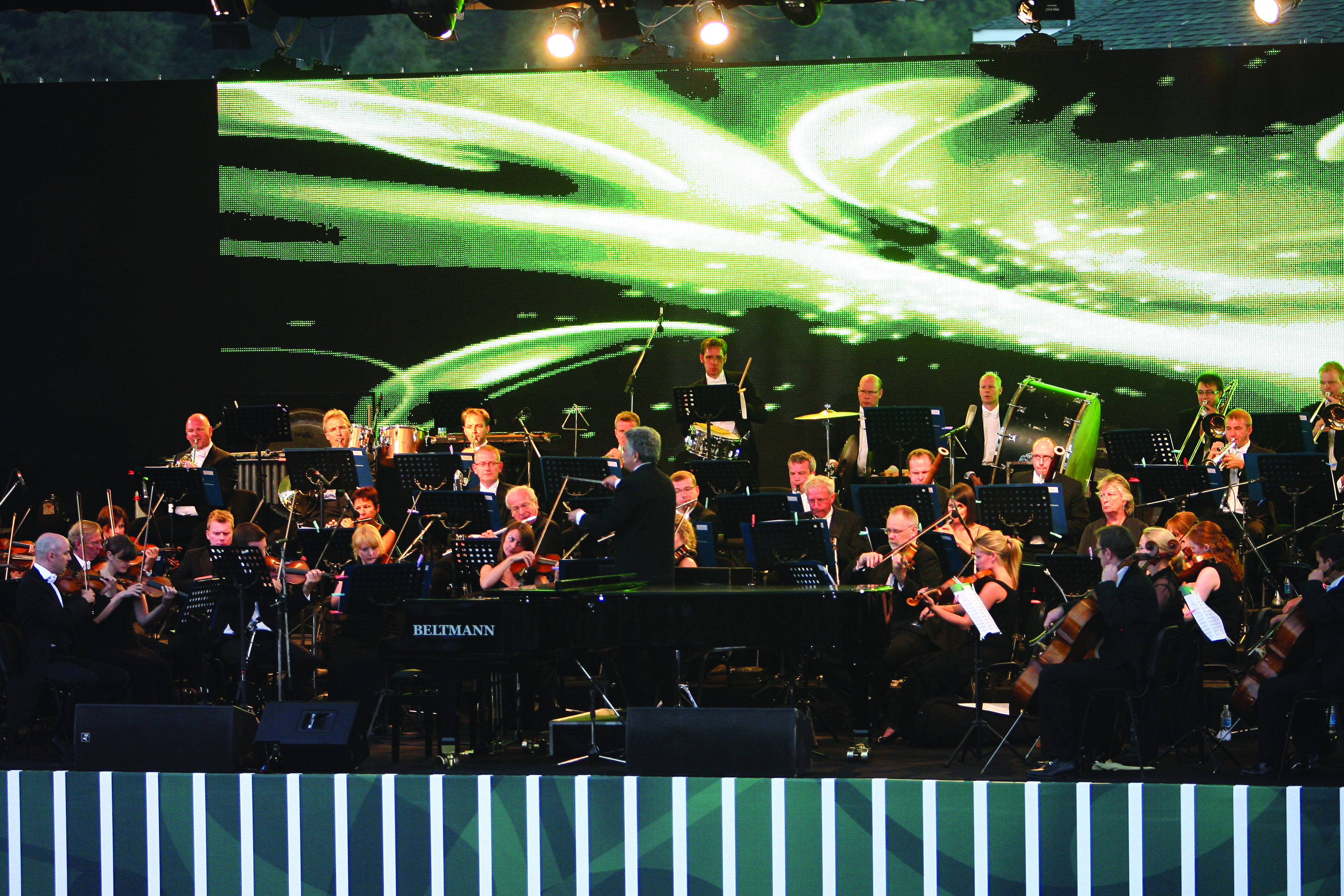
جشنواره بین‌المللی موسیقی قبله

## دوره‌ها
دوره بعدی در روزهای ۱۵ ژوئیه الی ۵ اوت سال ۲۰۱۱ برگزار گشت.
چهارمین جشنواره بین‌المللی موسیقی قبله با حضور ۳۵۰ موسیقیدان از ۱۰ کشور جهان در روزهای ۲۲ ژوئیه تا ۵ اوت سال ۲۰۱۲ برگزار گردید.
پنجمین جشنواره بین‌المللی موسیقی در تاریخ ۲۴ ژوئیه الی ۶ اوت با شرکت گسترده موسیقیدانان و گروه‌های موسیقی ۱۱ کشور جهان برگزار شد.
ششمین جشنواره بین‌المللی موسیقی در تاریخ ۲۳ ژوئیه الی ۱ اوت برگزار شد. در آن جشنواره افزون بر ارکسترهای مرسوم «ارکستر سمفونیک ژوهانسبورگ» «گروه موسیقی وین» نمایندگانی از کشورهایی همچون ایالات متحده آمریکا، اوکراین، روسیه، اسپانیا، اسرائیل و نیز آذربایجان و آوازخوان میرا عواد ادامه یافت.
هفتمین جشنواره بین‌المللی موسیقی در تاریخ ۲۵ تا ۳۱ ژوئیه سال ۲۰۱۵ برگزار شد. این دوره جشنواره نیز با حضور گسترده ارکسترهای و نمایندگان جمهوری آذربایجان و کشورهای خارجی استمرار پیدا کرد.
هشتمین جشنواره بین‌المللی موسیقی با مشارکت موسیقیدانان، تک خوانان، رئسای ارکستر آذربایجان، اتریش، بلغارستان، روسیه، ترکیه، اوکراین، ایالات متحده آمریکا، ایتالیا، فرانسه، اسپانیا، اسرائیل، لیترانی و کوبا در عرض روزهای ۲۵ تا ۳۱ ژوئیه سال ۲۰۱۶ برگزار گشت.
نهمین دوره جشنواره بین‌المللی موسیقی از ۲۹ ژوئیه تا ۳ اوت سال ۲۰۱۷ برگزار گردید. در این دوره، موسیقیدانان و ارکسترهای سمفونیک جمهوری آذربایجان و کشورهای خارجی با اجرای موسیقی‌های فراوانی حضور یافتند.